# Pio Kabahar
Pio Kabahar (Cebu City, 11 oktober 1892 - 7 maart 1977) was een Filipijns toneelschrijver, componist en journalist.

## Biografie
Pio Kabahar werd geboren op 11 oktober 1892 in San Nicolas in de stad Cebu City. Zijn ouders waren Justo Kabahar en Margarita Abelgas. Vader Justo was een muzikant, waardoor hij op jonge leeftijd al diverse instrumenten leerde te bespelen. Kabahar volgde zijn middelbareschoolopleiding aan de Cebu Provincial High School. Nadien gaf hij vier jaar les aan de Recoleto Central School. Daarna legde hij zich toe op schrijven. Hij was verslaggever, columnist en redacteur voor diverse Filipijnse kranten. Ook was hij van 1932 tot 1962 secretaris van de Cebu City.
Tijdens de Filipijnse revolutie reisde Kabahar met een groep muzikanten het land door om muziek te maken op lokale feesten. Hij begon ook met het componeren van muziek, en dan met name de balitaw, Cebuano liederen over de liefde tussen man en vrouw. Gedurende zijn leven schreef hij ook meer dan 100 toneelstukken, waarvoor hij tevens de begeleidende muziek schreef. Zijn zarzuela Fifi werd in 1930 opgevoerd in het Manila Grand Opera House. In 1961 kreeg hij van president Carlos Garcia de Rizal Pro Patria Award voor zijn bijdrage aan de Filipijnse literatuur.
Kabahar overleed in 1977 op 84-jarige leeftijd. Hij was getrouwd met Perfecta Ocana en kreeg met haar zes kinderen.